# Nyssodrysternum basale
Nyssodrysternum basale es una especie de escarabajo longicornio del género Nyssodrysternum, tribu Acanthocinini, subfamilia Lamiinae. Fue descrita científicamente por Melzer en 1935.

## Descripción
Mide 7,5 milímetros de longitud.

## Distribución
Se distribuye por Brasil y Paraguay.